# Ксенофобия
Ксенофо́бия (от греч. ξένος «чужой» + φόβος «страх») — нетерпимость к кому-либо или чему-либо чужому, незнакомому, непривычному; восприятие чужого как неприятного и опасного. Ведёт к исключению из местного сообщества категорий лиц, которые рассматриваются как «чужие», их дискриминации в политике, быту, сфере занятости, образования и социального обеспечения.
В медицинской сфере ксенофобия в качестве боязни чужого, незнакомого рассматривается как разновидность навязчивых состояний.

## Общая характеристика
Ксенофобия в своих проявлениях близка к культурному расизму. В отличие от расизма ксенофобия представляет собой неприязнь к кому-либо чужому из-за его поведения, образа жизни и др., а не на основе имманентно присущих ему качеств. Термин «ксенофобия» официально принят в Европейском союзе, где означает распространённые в обществе подозрительность и враждебность в отношении иммигрантов, и является эвфемизмом для понятия расизма, но понимается как его мягкая форма. Как и расизм, ксенофобия противопоставляет категории «мы» и «они», при этом уподобляет биологические особенности («кровь») и этническую культуру, которая также якобы является неизменной и неотъемлемой. Следовательно, смешение культур рассматривается как недопустимое, поскольку якобы дезориентирует, навязывая индивиду разные культурные и поведенческие программы. Представление о «несовместимости культур» ведёт к идее недопустимости смешанных браков. В рамках ксенофобских представлений считается, что «чужие» могут испортить культуру «коренных жителей», в противовес чему необходимо сохранять собственную традиционную этническую культуру, которая рассматривается в качестве более «высокой». Иммигранты подозреваются в стремлении к созданию закрытых анклавов и сепаратизме.
Признание наличия ксенофобии не составляет однозначно негативную оценку состояния общества. Вопрос в распространённости ксенофобных настроений, и в какой мере они опасны для социальной стабильности.

## Биологические и психологические предпосылки
Исследователи явления уделяют большое внимание влиянию биологических (инстинктивных) и психологических факторов. Ксенофобия может рассматриваться как механизм поддержания идентичности. Однако биологическая детерминированность ксенофобии не подтверждена научными данными, ксенофобия не является биологическим качеством человеческого вида. Ксенофобия представляет собой, в первую очередь, психологическую реакцию на чужака, однако не является неизбежным следствием идентичности.
Биолог В. Р. Дольник указывал на то, что у животных существует явление этологической изоляции — агрессии или неприязни, проявляемой ими по отношению к близким видам и подвидам. По мнению Дольника, для человека настороженная реакция на непохожих людей неизбежна и биологически нормальна. Также у человека различия, связанные с языком, традицией, культурой, одеждой, причёской, религией, могут создавать внешнее впечатление другого вида и включать данный механизм. Таким образом, по мнению Дольника, расовое и национальное неприятие имеет в своей основе сбой поведенческой программы, рассчитанной на другой случай — видовые и подвидовые различия, что объясняет её иррациональность и неподверженность ксенофобии рациональным доводам. Самоошибочное функционирование генетической программы также может быть генетически детерминировано.
Ксенофобия могла возникнуть как инструмент адаптации в процессе эволюции, который способствовал выживанию и передаче генов потомкам. Так, страх перед незнакомцами мог быть, среди прочего, основан на наблюдении, что чужаки могут быть разносчиками новых, а значит, очень опасных (из-за отсутствия нужных антител) для коренных жителей болезнетворных микроорганизмов.
Биолог Роберт Сапольски утверждает, что способность человеческого сознания мыслить в категориях «мы» и «они» укоренена очень глубоко. Уже младенцы предпочитают тех, кто говорит на языке их родителей, более позитивно реагируют на людей одной расы со своими родителями и проще запоминают их лица. Однако он подчёркивает, что большинство современных человеческих обществ полагается на культурный родственный отбор, позволяющий людям чувствовать себя близко связанными с теми, кто с биологической точки зрения являются для них абсолютно чужими.

## Социально-экономические причины
Причинами современной ксенофобии являются этнический и религиозный «ренессанс», сопротивление экономической конкуренции, реакция на отчуждение в обществе тотальной коммерциализации, ностальгия по «утраченной общности», стремление к сохранению традиционного этнокультурного облика.
На прямых межличностных контактах с представителями меньшинств (этнических, мигрантских, религиозных и др.) сказывается низкий уровень межличностного доверия. Более широкий круг доверия охватывает категории, которые объединяются в воображаемые сообщества, такие как этнические группы, религии, расы и др. Доверие по отношению к конкретным лицам переходит в доверие к абстрактным общественным группам. Эта форма доверия часто основывается на стереотипах и предубеждениях. Поскольку импульс доверия относится только к людям, чтобы его погасить, достаточна дегуманизация, овеществление адресата доверия, лишение его человеческих черт, включая индивидуальность, самоутверждение, достоинство, автономия. Недоверие, основанное на деперсонализации, провоцирует ксенофобию по отношению ко всем членам воображаемого сообщества.
При любых вариантах создания «новых солидарностей», потенциальные объекты ксенофобии, включая этнические, мигрантские, религиозные меньшинства, иностранцы воспринимаются как «чужие». Этническая солидарность занимает ошибочно большое место среди иных групповых солидарностей. Этническая солидарность может коррелировать с гражданской, однако, по мнению социологов, солидаризация в немалой степени основывается на обидах.

## История
Общемировые массовые фобии, основанные на ксенофобии, возникают в эпоху модерна. «Великие ксенофобии» формировались в Западной Европе, но принимали общемировой характер. К началу XX века к «великим ксенофобиям» принадлежали идеи «мирового еврейского заговора» и «жёлтой опасности». При этом две эти разные фобии могли сливаться в одну теорию мирового заговора. Так, ультраправый российский политик черносотенец Владимир Пуришкевич заявлял, что евреи сознательно саботируют борьбу с надвигающейся «жёлтой опасностью», дабы подорвать мощь России. Другой черносотенец Михаил Меньшиков утверждал, что евреев и китайцев объединяет «экономический паразитизм» и «древнее притязание Азии владеть нами».
В конце XX века и начале XXI века их вытесняют концепции «исламской угрозы» и «нашествия мигрантов». Однако встречаются и другие варианты использования концепций «великих ксенофобий», например идеи о том, что «западная цивилизация» во главе с евреями преследует цель подавления «исламского мира» перед дальнейшим противостоянием с «жёлтой цивилизацией».

## В России
В России действия, направленные на возбуждение ненависти или вражды по признакам расы, национальности, религии и др., запрещены в Конституции и Уголовном кодексе.
Директор Московского бюро по правам человека Александр Брод в августе 2005 года заявил, что, согласно опросам, ксенофобия распространена среди 50 % населения России. По мнению руководителя аналитического отдела ВЦИОМ Леонтия Бызова, ксенофобские настроения всегда провоцировались ослаблением государственной власти. Руководитель центра по изучению ксенофобии Института социологии РАН Эмиль Паин в октябре 2003 года отметил, что социальное неблагополучие играет существенную роль в формировании ксенофобии. По его мнению, это обусловлено лишь существенно меньшим уровнем недоброжелательности к мигрантам другой национальности среди предпринимателей.
По данным «Левада-центра» (2012) рост агрессивности, озлобленности среди окружающих на протяжении 2000-х гг. отмечался от 15 до 18 % респондентов.
Во многих аспектах общественных дискуссий на социально-экономические и политические темы преувеличивается значение этничности. Обсуждение социальных проблем, часто без каких-либо оснований, переводится в этническую плоскость.
Ксенофобия и мигрантофобии распространяются по причинам расширения социально-мобилизационной базы и активизации этнических антрепренёров. По мнению В. А. Тишкова, в дискурсе «расизма» это не только бытовой расизм, но также политический расизм, продвигаемый рядом политических организаций, а также институциональный расизм, присущий ряду социальных институтов, включая армию, школу, здравоохранение, социальную помощь, религиозные организации.